# Theater in der Behrenstraße

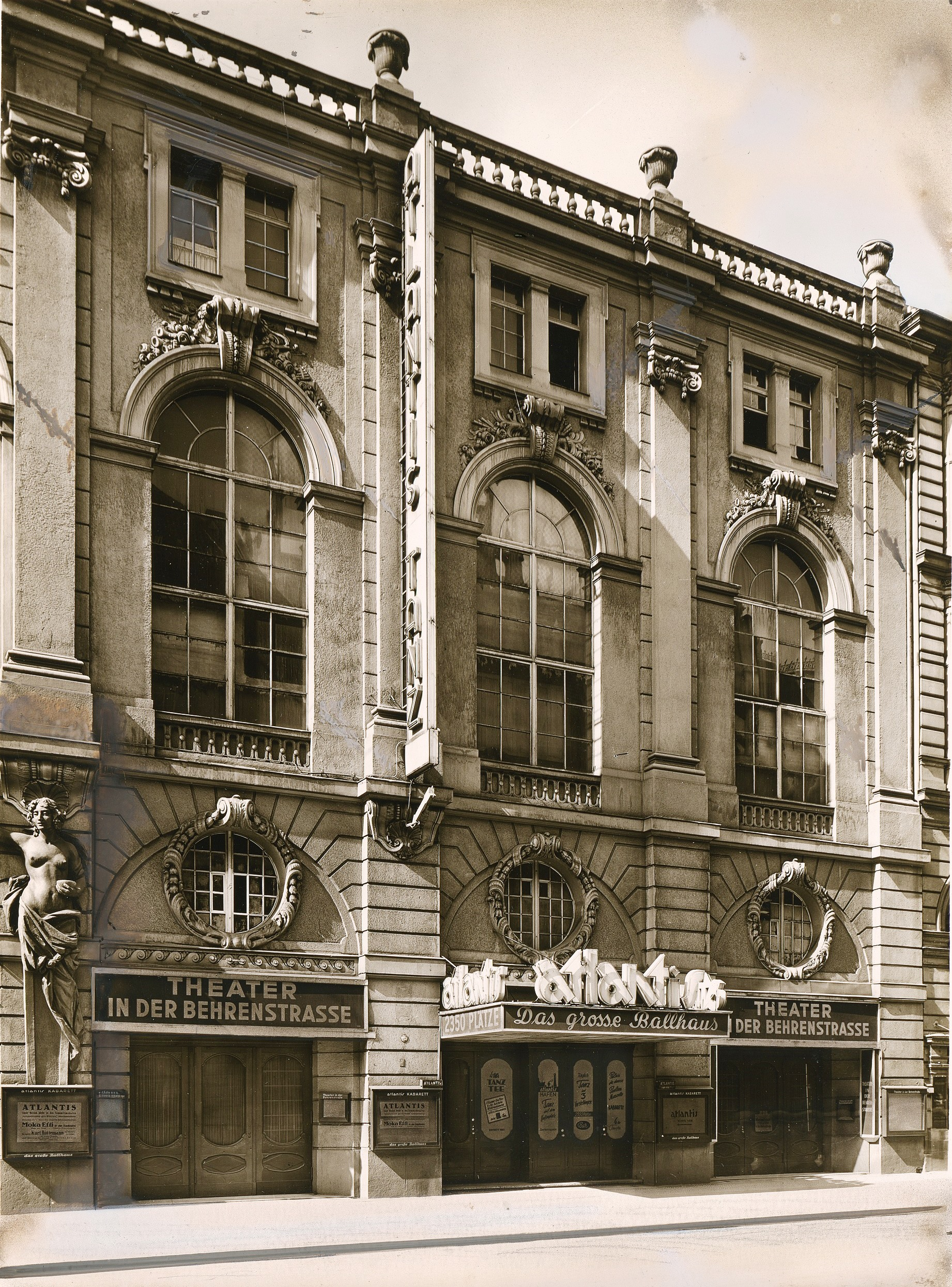
Theater in der Behrenstraße ca. 1940

Der Name Theater in der Behrenstraße steht für zwei verschiedene Theater in Berlin.
Ein Theater in der Behrenstraße gab es bereits ab 1765 in der Behrenstraße 55 in Berlin-Mitte. Es wurde in seiner Glanzzeit von Karl Theophil Döbbelin geleitet (Döbbelinsches Theater) und war eines der ersten bürgerlichen Theater Berlins.
Am 17. September 1928 eröffnete Ralph Arthur Roberts in der Behrenstraße 53/54 – unmittelbar rechts neben dem damaligen Metropoltheater – seine eigene Boulevardbühne, die rund 580 Zuschauern Platz bot und die er Theater an der Behrenstraße nannte. Das Gebäude, in dem sich verschiedene Spielstätten (Varieté, Konzert, Kabarett) befanden, war 1910 nach Plänen des Architekten Kurt Berndt errichtet worden und wurde 1928 von der Emil Heinicke A.G. zum Theater umgebaut.
Roberts war Eigentümer, Direktor, Schauspieler und oft genug auch Regisseur seiner selbst verfassten Stücke. Er leitete das Theater bis zu seinem Tod 1940. Im November 1940 pachteten Rudolf Platte und Michael Jivotovsky das Theater und leiteten es bis zu seiner Zerstörung 1944.
1935 spielte Maly Delschaft am Theater in der Behrenstraße im Schwank Immer kommt es anders neben Erik Ode und Kurt von Ruffin. Hedwig Wangel spielte dort von 1931 bis 1932.
Darstellende Mitglieder waren zu der Zeit (1936) unter anderem Alwin Neuß und Friedl Haerlin.